# James Gillray

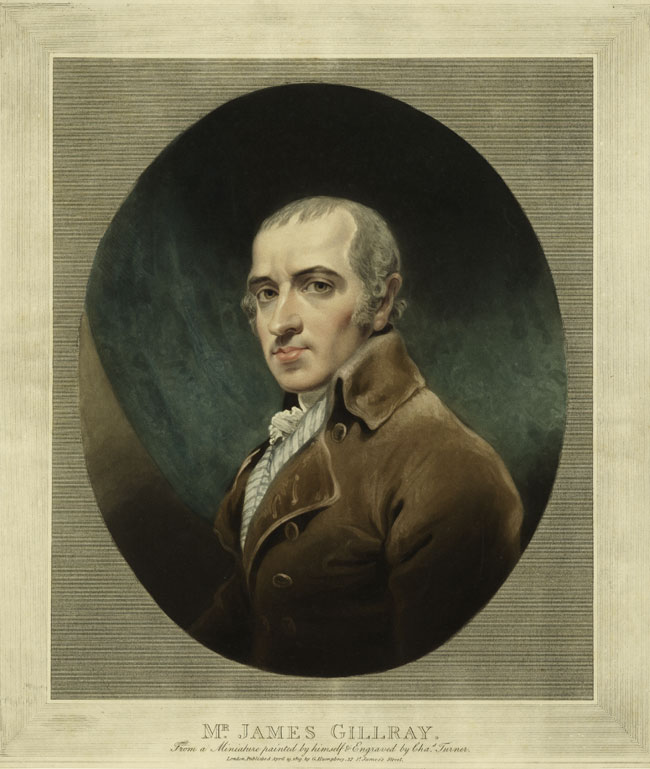
James Gillray

James Gillray (13 augustus 1757 – 1 juni 1815) was een Engels cartoonist en etser. Samen met de satirische kunstenaars William Hogarth, Thomas Rowlandson en George Cruikshank maakte Gillray het achttiende-eeuwse Engeland tot het centrum van de karikatuurkunst. Berucht waren vooral zijn kritische prenten tegen het Frankrijk van Napoleon Bonaparte. De bijnaam ‘Little Boney’ waarmee de Engelsen destijds de Franse keizer betitelden, was van Gillray afkomstig. James Gillray introduceerde ook het personage John Bull in de Engelse spotprenten. Tot vandaag is de benaming John Bull een spotnaam voor de Engelsen.

## Edities
Het werk van James Gillray is populair onder verzamelaars. Mede omdat ze een goed tijdsbeeld geven van de geschiedenis van de 18e eeuw en het begin van de 19e eeuw in Engeland. Bovendien wordt Gillray gezien als een van de meest invloedrijke politieke karikaturisten aller tijden. Het is dan ook niet verwonderlijk dat na zijn dood zijn werk door verschillende uitgevers opnieuw werd uitgegeven. Als eerste is er de ingekleurde editie van John Miller rond 1818 tot midden jaren 1820. Daarna volgt Thomas McLean die rond 1830 een editie uitbracht. Rond 1840 komt Henry George Bohn met een uitgave op de markt. Deze werken zijn tegenwoordig omstreden omdat zij soms als originelen te koop worden aangeboden. Kenmerkend voor deze werken zijn een toevoeging van een nummer dat soms wordt weggewerkt. Deze prenten worden soms ook ingekleurd om voor echt te kunnen doorgaan. Dit komt doordat de originele prenten tien tot twintig keer meer kunnen opleveren.

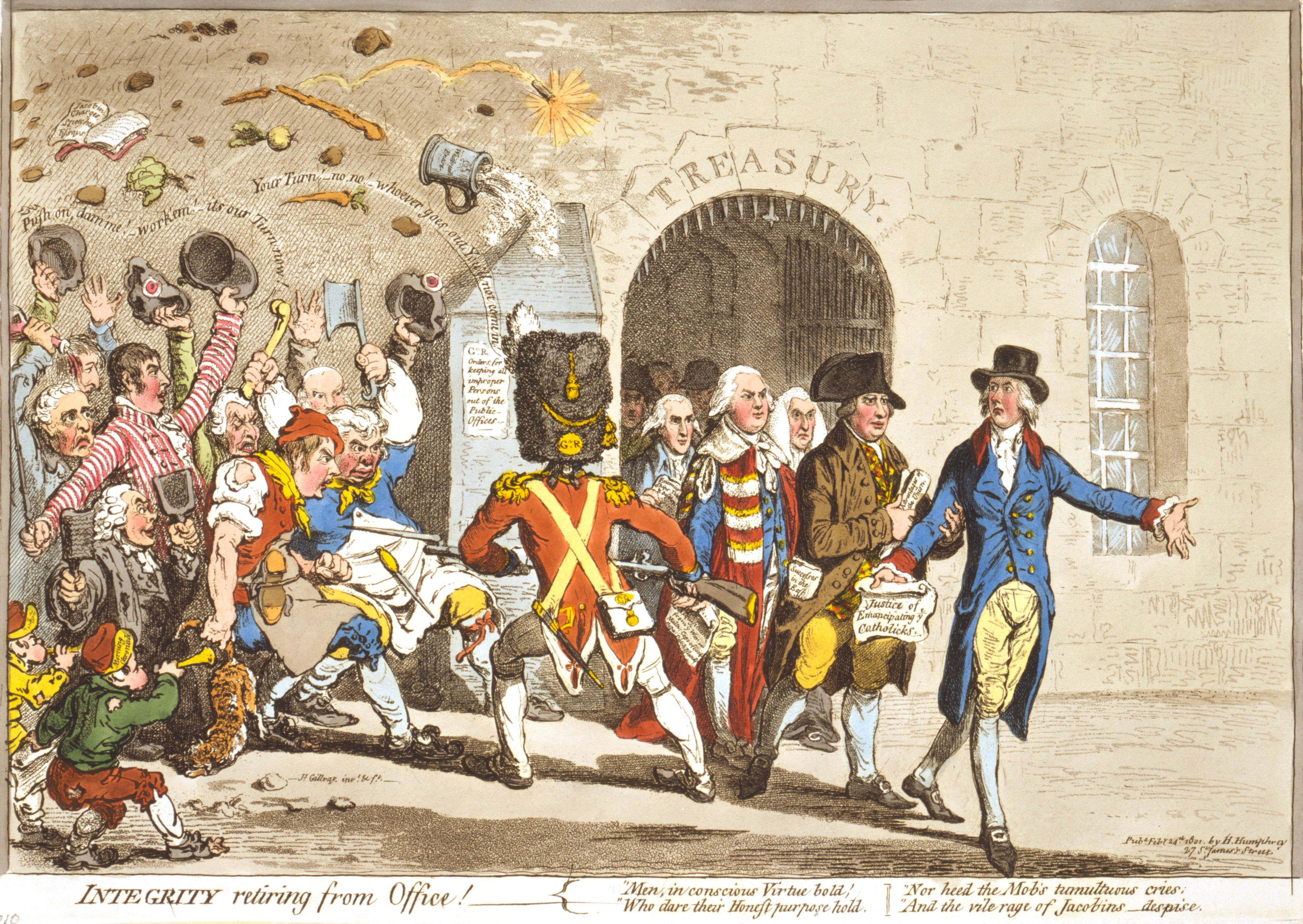
Integrity retiring from office! — 1801 Humphrey print

De originele uitgaven van Hannah Humphrey zijn de afgelopen dertig jaar sterk in waarde gestegen. Voor de duurste werken betaalt men in 2006 meer dan $20.000 en een print van 'Light expelling Darkness' werd in ditzelfde jaar verkocht voor $9.000. In 1970 werden deze nog verkocht voor rond de $250. Het is lastig voor beginnende verzamelaars om een collectie op te bouwen. Dit betekent automatisch ook een toename van interesse in de nieuwere edities.
Omdat de waarde van zijn originele werk de laatste jaren toeneemt, heeft dit ook gevolgen voor de prijzen van de 'nieuwere' edities van zijn werk. De heruitgaven zijn relatief betaalbaar gebleven en worden gezien als een alternatief voor de dure originele afdrukken van Hannah Humphrey. Zo zijn zelfs de Bohn edities tegenwoordig meer in trek, mits zij als zodanig verkocht worden. Als een goed alternatief voor de originele afdrukken van Mrs. Humphrey worden de uitgaven van John Miller editie gezien. Deze ingekleurde werken zijn van een goede kwaliteit en worden steeds meer opgemerkt onder verzamelaars. Het is niet ondenkbaar dat deze editie de komende jaren sterk in waarde zal gaan toenemen. In Nederland worden er bijna nooit werken van James Gillray te koop aangeboden, maar op de Engelse markt en menig internationale veilingsite wordt zijn werk wel regelmatig aangeboden.

## Laatste jaren

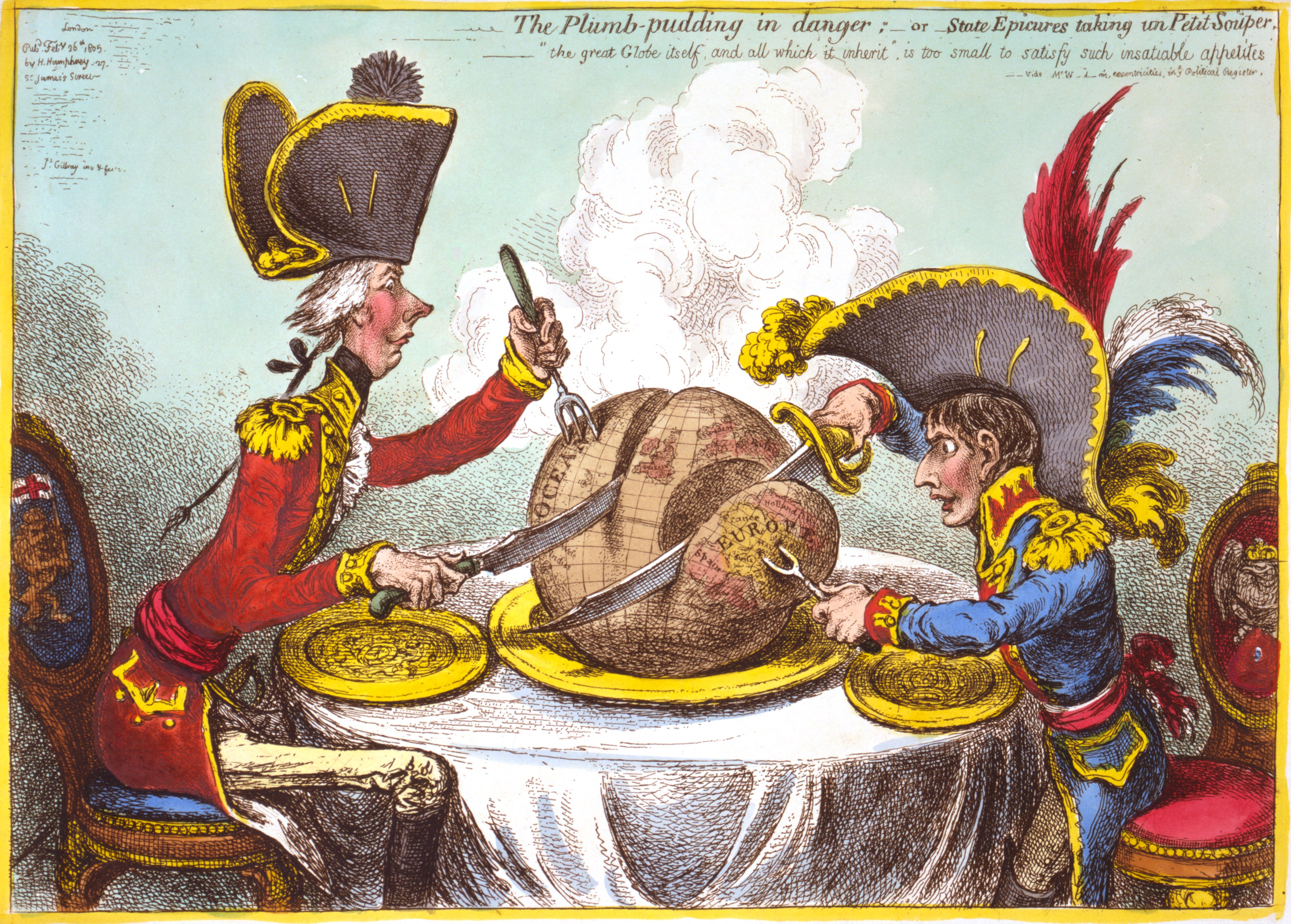
The Plumb-pudding in danger — 1805 Humphrey print

Gillray's gezichtsvermogen nam in 1806 sterk af. Hij begon een bril te dragen maar haalde niet meer de hoge kwaliteit van weleer. Hij raakte in een depressie en begon zwaar te drinken. Hij bracht zijn laatste print uit in september 1809. Door zijn drinkgedrag leed hij later aan de pijnlijke ontstekingsziekte jicht.
In juli 1811 probeerde Gillray zelfmoord te plegen door uit het zolderraam van zijn uitgeefster en vermeende partner Mrs. Hannah Humphrey in St James's Street te springen. Deze zelfmoordpoging lukte niet, maar Gillray verviel in waanzin en werd de rest van zijn leven verzorgd door Hannah Humphrey.
Gillray is begraven in St James's Church in Piccadilly Street in Londen.
- Auckland Art Gallery Toi o Tāmaki: 517
- Art Gallery of South Australia: 3253
- Biblioteca Nacional de España: XX1255065
- Bibliothèque nationale de France: cb149547126 (data)
- CiNii: DA10460721
- Gemeinsame Normdatei: 118694995
- International Standard Name Identifier: 0000 0000 8390 3643
- KulturNav: 41f59af8-12ab-4c03-b0e5-f0e96663a4d7
- Library of Congress Control Number: n50033402
- Nationale Bibliotheek van Letland: 000347119
- Bibliotheek van het Japanse parlement: 00513452
- National Gallery of Victoria: 4402
- Nationale Bibliotheek van Tsjechië: xx0177557
- Nationale bibliotheek van Australië: 35125322
- Nationale Bibliotheek van Israël: 987007270699305171
- Nederlandse Thesaurus van Auteursnamen: 07050878X
- RKD-Nederlands Instituut voor Kunstgeschiedenis: 31738
- LIBRIS: 260638
- SNAC: w6vq3gz9
- Système universitaire de documentation: 066912415
- Museum of New Zealand Te Papa Tongarewa: 869
- Trove: 833901
- Union List of Artist Names: 500017355
- Virtual International Authority File: 66735065
- WorldCat: E39PBJwmYrTQKkdthbKMHVgHYP